# Louis Duchesne

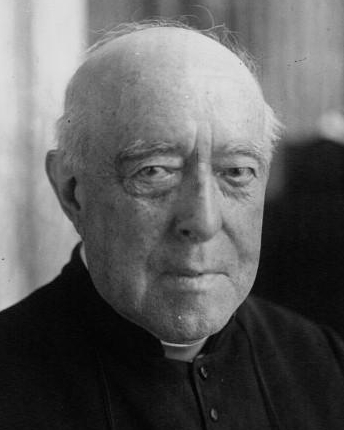
Louis Duchesne (1920)

Louis Marie Olivier Duchesne (* 13. September 1843 in Saint-Servan bei Saint-Malo (Département Ille-et-Vilaine, Bretagne); † 21. April 1922 in Rom) war ein französischer katholischer Kirchenhistoriker.

## Leben
Louis Duchesne stammte aus einer Familie bretonischer Fischer und verwaiste früh. Er besuchte zunächst das Collège in Saint-Brieuc, trat anschließend in das dortige Katholisches Priesterseminar ein und wurde nach einem Studienaufenthalt in Rom (1863–1865) am 21. Dezember 1867 zum Priester geweiht. Ab 1871 besuchte er die École des Carmes in Paris und erwarb dort 1872 das Lizenziat. Parallel dazu studierte er an der École pratique des hautes études Klassische Philologie und Altertumswissenschaften. Von 1874 bis 1876 war er einer der ersten Mitglieder der École française de Rome, wo er sich für Archäologie interessierte und unter anderem Reisen nach dem Athos und Kleinasien unternahm. Er wurde 1877 an der Universität Paris mit einer Arbeit zum Liber Pontificalis promoviert. Ab 1877 lehrte er Kirchengeschichte an der École des Carmes, die 1880 in Institut Catholique umbenannt wurde. 1883 wechselte er dort von der theologischen in die philosophische Fakultät, da Ergebnisse seiner Forschungen von katholischer Seite angegriffen wurden. Ab 1885 lehrte er zugleich Kirchengeschichte an der École pratique des hautes études und war damit an einer kirchlichen wie an einer staatlichen Universität tätig. Von 1895 bis 1922 erreichte er den Höhepunkt seines akademischen Wirkens als Direktor der École française in Rom.

## Wissenschaftliches Werk
Duchesne erforschte vor allem die Kirchengeschichte der ersten Jahrhunderte sowie die Ursprünge des Kirchenstaates. Von entscheidender Bedeutung ist seine erste kritische Ausgabe des Liber Pontificalis, der frühen Papstviten. Er wandte die historisch-kritische Methode konsequent auch für die Kirchengeschichte an. Zur Verbreitung seiner Methode gründete er 1880 das Bulletin critique de littérature, d’histoire et de théologie.
In Teilen der katholischen Kirche fand seine Darstellung der Frühgeschichte der gallischen und römischen Kirche weniger Gefallen, auch wurde ihm Nähe zum Modernismus vorgeworfen, und so wurde seine Histoire ancienne de l’Église 1911 für den Gebrauch an kirchlichen Lehranstalten verboten und 1912 indiziert. Führende evangelische Kirchenhistoriker wie etwa Adolf von Harnack schätzen seine Arbeit sehr.

## Ehrungen
Duchesne erhielt hohe Ehrungen und war Mitglied zahlreicher wissenschaftlicher Institutionen. 1888 wurde er Mitglied der Académie des inscriptions et belles-lettres. Ab 1890 war er korrespondierendes Mitglied der Bayerischen Akademie der Wissenschaften. Ab 1891 gehörte er als korrespondierendes Mitglied der Philosophisch-historischen Klasse der Gesellschaft der Wissenschaften zu Göttingen an, ab 1893 der Königlich-Preußischen Akademie der Wissenschaften, ab 1901 als ordentliches Mitglied der Pontificia Accademia Romana di Archeologia. 1903 wurde Louis Duchesne zum Commandeur der Ehrenlegion ernannt. Er war auch Ehrenmitglied der Society for the Promotion of Hellenic Studies und Mitglied der Accademia delle Scienze di Torino.
1910 erhielt er die höchste akademische Auszeichnung, die Frankreich zu vergeben hat: Er wurde in die Académie française gewählt. Um die Wahl auf den Sitz von Kardinal François-Désiré Mathieu gab es 1909 ein Stechen zwischen Duchesne und dem Bischof von Montpellier, François-Marie-Anatole de Rovérié de Cabrières, dessen einziges literarisches Verdienst eine Sammlung von Hirtenbriefen war. Es endete mit einem Unentschieden und de Cabrières wurde angeblich zum Trost vom Papst zum Kardinal ernannt. Beim erneuten Wahlgang 1910 setzte sich Duchesne dann gegen einen weiteren Konkurrenten, den katholischen Historiker und Rektor des Institut Catholique Alfred Baudrillart, durch.

## Schriften (Auswahl)
- mit Charles Bayet: Mémoire sur une mission au Mont Athos. Ernest Thorin, Paris 1876 (Digitalisat).
- Les Sources du martyrologe hiéronymien. In: Mélanges d’archéologie et d’histoire 5, 1885, S. 120–160 (Digitalisat).
- mit Giovanni Battista de Rossi: Martyrologium Hieronymianum (= Acta Sanctorum Novembris. Tomi II pars prior). Société des Bollandistes, Brüssel 1894.
- Le Liber Pontificalis. Texte, introduction et commentaire. (= Bibliothèque des Écoles Françaises d’Athènes et de Rome. Sér. 2, T. 3, 1–2). 2 Bände. Ernest Thorin, Paris 1886 und 1892 (Digitalisat Band 1), (Digitalisat Band 2) (Nachdruck de Boccard, Paris 1955).
  - Band 3: Le Liber Pontificalis. Additions et corrections de Mgr. L. Duchesne, hrsg. von Cyrille Vogel. de Boccard, Paris 1957.
- Fastes épiscopaux de l’ancienne Gaule. 3 Bände, Fontemoing, Paris 1894–1900; 2. Auflage. 1907–1915.
- Origines du culte chrétien. Étude sur la liturgie latine avant Charlemagne. Ernest Thorin, Paris 1889 (Volltext).
- Églises séparées. Ernest Thorin / Fontemoing, Paris 1896 (Volltext).
- Les premiers temps de l’État pontifical. Fontemoing, Paris 1898.
- Histoire ancienne de l’Église. 3 Bände, Fontemoing, Paris 1906–1910.
- Scripta minora. Études de topographie romaine et de géographie ecclésiastique (= Collection de l’École française de Rome. Band 13). École française de Rome, Rom 1973.

Vollständiges Schriftenverzeichnis in: Scripta minora. École française de Rome, Rom 1973, S. IX–L.